# Przeborowo
Przeborowo – wieś w Polsce, położona w województwie lubuskim, w powiecie strzelecko-drezdeneckim, w gminie Drezdenko.
W latach 1975–1998 wieś administracyjnie należała do województwa gorzowskiego.

## Integralne części wsi
| SIMC    | Nazwa         | Rodzaj |
| ------- | ------------- | ------ |
| 0181556 | Nowe Krzywki  | osada  |
| 0181562 | Stare Krzywki | osada  |

## Zabytki
Do wojewódzkiego rejestru zabytków wpisany jest:
- kościół ewangelicki, obecnie rzymskokatolicki filialny pod wezwaniem MB Częstochowskiej, szachulcowy z 1715 roku (ruina).